# Boulouze
La Boulouze est une rivière du Sud de la France. C'est un affluent direct de la Save et un sous-affluent de la Garonne.

## Géographie
De 19,7 km de longueur, la Boulouze prend sa source au village de Lahage dans la Haute-Garonne, au lieu-dit Centre de Bordeneuve, à 290 m d'altitude, et il s'appelle ruisseau des Mourières en cette partie haute.
Il conflue dans la Save en rive droite près de Marestaing, en amont de L'Isle-Jourdain, à 146 m d'altitude, près du lieu-dit En Couget.

## Communes traversées
Dans les deux départements de la Haute-Garonne et du Gers, la Boulouze traverse neuf communes (2 en Haute-Garonne) et trois cantons : 
- dans le sens amont vers aval : Lahage (source), Montgras, Pébées, Savignac-Mona, Seysses-Savès, Pompiac, Endoufielle, Auradé, Marestaing (confluence).

Soit en termes de cantons, la Boulouze prend source dans le canton de Rieumes, traverse le canton de Samatan, et conflue dans le canton de L'Isle-Jourdain

## Principaux affluents
La Boulouze possède de nombreux affluents dont les longueurs sont comprises entre 4 et 7 kilomètres. Elle a dix-huit affluents référencés dont :
- le ruisseau de Labarthe (rd) 1,6 km sur les deux communes de Pébées et Montgras.
- l'Arriouas (rg), 2,7 km sur les deux communes de Pébées et Monblanc.
- le ruisseau du Laouignoun ou ruisseau d'Engrain (rd) 5,6 km sur les trois communes de Savignac-Mona, Sabonnères, Montgras.
- le ruiiseau d'en Perros (rd), 3,1 km sur les deux communes de Savignac-Mona et Sabonnères.
- le ruisseau des Charmes (rd), 2,9 km sur les deux communes de Savignac-Mona et Bragayrac.
- le ruisseau de Labéjan (rd), 4 km sur les trois communes de Pompiac, Seysses-Savès, et Bragayrac.
- le ruisseau d'en Cramaillan (rd), 4,5 km sur les deux communes de Seysses-Savès, et Bragayrac.
- le ruisseau du Mességué (rd), 4,2 km sur les deux communes de Seysses-Savès, et Bragayrac.
- le ruisseau du Ticoulet (rd), 3,3 km sur les trois communes de Endoufielle, Seysses-Savès, et Saint-Thomas.
- le ruisseau du Pinon (rd), 4 km sur les quatre communes de Endoufielle, Auradé, Seysses-Savès, et Empeaux.
- le ruisseau de Taillepé (rg), 1,8 km sur les deux communes de Endoufielle, Auradé.
- le ruisseau d'Entorbe ou ruisseau de Manautous (rd), 4,6 km sur les trois communes de Endoufielle, Auradé, et Empeaux.
- le ruisseau de Montoussé (rd), 5,2 km sur la seule commune de Auradé.

## Hydrologie
Le Boulouze traverse une seule zone hydrologique, "le Mourères (Boulouze)" (O251) de 69 km2 de superficie.